# ناو شهید عبدالله رودکی

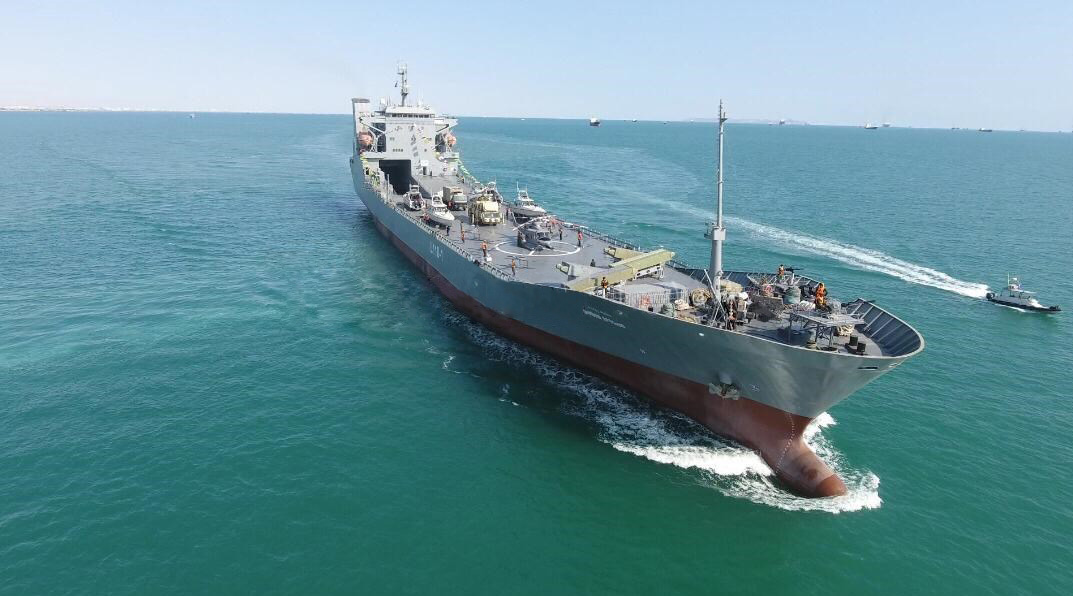
ناو شهید رودکی

ناو شهید عبدالله رودکی یک کشتی جنگی نیروی دریایی سپاه پاسداران است که در آبان ۱۳۹۹ رونمایی شد. این ناو اقیانوس پیماست و توان ماندگاری نیروهای نظامی ایران در آبهای آزاد را افزایش می‌دهد. این ناو همانند شناور یواس‌ان‌اس لوئیس بی پولر (تی-ام‌ال‌پی-۳/فی-ای‌اف‌اس‌بی-۱) و شناور MV Ocean Trader ارتش آمریکا حاصل تغییر کاربری و بهسازی یک ناو ترابری بوده‌است.رونمایی از این ناو در رسانه‌های مختلف بین‌المللی پوشش داده شد. با توجه به تجهیزات موجود، این ناو می‌تواند کارکردی مابین ناوهای MV Ocean Trader و یواس‌ان‌اس لوئیس بی پولر (تی-ام‌ال‌پی-۳/فی-ای‌اف‌اس‌بی-۱) آمریکایی برای ایران داشته باشد. این ناو امکان نشست و برخاست، هلیکوپتر و پهپاد و اقدامات اطلاعاتی بیشتر را دارد و انتظار می‌رود کارکرد تجسسی همچون ناو ایرانی ساویز را در دریاهای دورتر از ساحل ایران داشته باشد. ایده بازسازی و استفاده از کشتی‌های ترابری که در ساخت ناو شهید رودکی استفاده شد و به ایران اجازه داد با هزینه‌ای کم، ناوگان خود را تقویت کند؛ پیش از این در ساخت مجموعه کشتی‌های موشک‌انداز آرسنال نیز توسط نیروی دریایی آمریکا به‌کارگیری شده بود.
در ادامه این سیاست، نیروی دریایی ارتش جمهوری اسلامی ایران نیز در دی ۱۳۹۹ از ناوبندر مکران که حاصل نوسازی یک کشتی نفت‌کش است رونمایی کرد.

## مأموریت
فرمانده نیروی دریایی سپاه پاسداران دربارهٔ مأموریت این ناو گفت: «امنیت کشتیرانی در شمال اقیانوس هند و مقابل دزدان دریایی آرم دار و بی آرم قرار داده‌است و در صورت ضرورت وارد عملیات خواهد شد.»

## ویژگی‌های فنی
- تناژ ۱۲۰۰۰ تن[۱۱]
- طول ۱۵۰ متر و عرض ۲۲ متر
- دارای رادار آرایه فازی سه‌بعدی
- موشک ضدکشتی
- توپ ضدهوایی زو-۲۳–۲[۱۲]
- سامانه‌های مخابراتی یکپارچه جنگال و موشکی سوم خرداد
- قابلیت حمل بالگردها، پهپادها و شناورهای عملیاتی

از آن‌جا که سپاه پاسداران شناورهای سنگین برای اسکورت مؤثر ناو شهید رودکی ندارد، این شناور به موشک ضدکشتی قدیر مسلح شده‌است.

## فلسفه تبدیل کشتی ترابری به نظامی

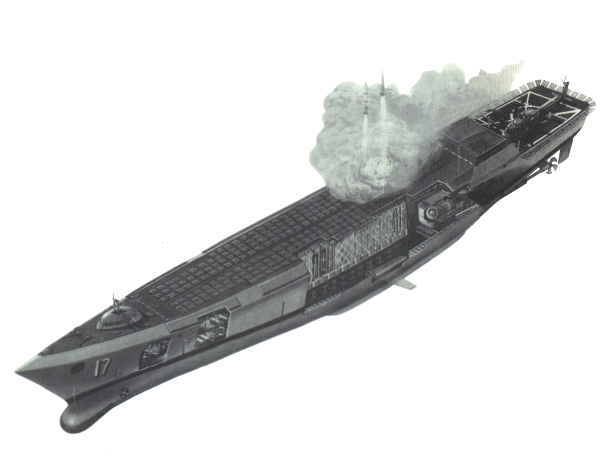
نمایی فرضی از ایده کشتی‌های آرسنال Arsenal ship

ایده تبدیل کشتی‌های ترابری به نظامی ابتدا در سال ۱۹۹۴ در ارتش آمریکا با ساخت مجموعه کشتی‌های آرسنال Arsenal ship آغاز شد. حامیان این ایده معتقد بودند که این کشتی‌ها می‌توانند با هزینه‌ای کم، مکمل ناوگان پرهزینه نیروی دریایی آمریکا باشند و از مزیت‌های دیگری همچون اقدام در آب‌های کم‌عمق و عدم نیاز به پرسنل و کادر فنی فراوان برخوردار هستند. با کمال تعجب به دلایل مالی این پروژه در نتیجه لابی‌های صورت گرفته از سوی منتقدین در سال ۱۹۹۷ کنار گذاشته شد اما در سال ۲۰۰۰ مجدداً از سر گرفته شد. در جریان انتخابات ریاست جمهوری آمریکا این ایده برای تقویت نیروی دریایی آمریکا در سخنرانی‌های انتخاباتی مجدداً مطرح شد و طبق معمول انتخابات‌ها، پس از آن فراموش شد. پس از بازنشسته شدن ۴ زیردریایی موشک‌انداز هسته‌ای کلاس اوهایو ایده ساخت کشتی‌های موشک انداز کلاس آرسنال مجدداً مطرح شد. لوله‌های مخصوص شلیک موشک بالستیک در این زیر دریایی‌های بازنشسته به لوله‌های کوچک‌تر برای شلیک تعداد بیشتری موشک تاماهاک در کشتی‌های کلاس آرسنال تبدیل گردید.

## نامگذاری
نام این ناو به یاد عبدالله رودکی یکی از فرماندهان نیروی دریایی سپاه در دوران حمله عراق به ایران نامگذاری شده‌است که در شکل‌گیری گردان‌های غواص لشکر ۱۹ فجر و همچنین تشکیل قرارگاه نوح نبی و عملیات والفجر ۸ و مقابله با تجاوز نیروی آمریکا در خلیج فارس نقش داشته و در ۹ خرداد ۱۳۷۹ هنگام وضوگرفتن برای نماز در شهر «آب پخش» براز جان از توابع شهرستان دشتستان ترور شد.